# Аояги, Йосиносукэ
Йосиносукэ Аояги (яп. 青柳善の輔 ; 13 февраля 2002) — японский борец вольного стиля, серебряный призёр чемпионата мира 2024 года, призёр чемпионатов Азии 2023 и 2024 годов.

## Карьера
В 2023 году в весовой категории до 70 кг на чемпионате Азии, который проходил в Астане, завоевал бронзовую медаль. В этом же году стал чемпионом своей страны в категории до 70 кг.
В апреле 2024 года в Бишкеке, уступив в финале иранскому борца Амиру Яздани, завоевал серебро чемпионата Азии. В октябре 2024 года на чемпионате мира в неолимпийских весовых категориях стал серебряным призёром в весовой категории до 70 кг. В финале уступил спортсмену из Казахстана Нуркоже Кайпанову.

## Достижения
- Чемпионат Азии по борьбе 2023 — ;
- Чемпионат Азии по борьбе 2024 — ;
- Чемпионат мира по борьбе 2024 — .